# Aerenea occulta
Aerenea occulta là một loài bọ cánh cứng trong họ Cerambycidae.